# Jiltu-ui hwasin
Jiltu-ui hwasin (질투의 화신?, 嫉妒의 化身?, lett. "L'incarnazione della gelosia"; titolo internazionale Jealousy Incarnate, conosciuta anche come Don't Dare to Dream) è una serie televisiva sudcoreana trasmessa su SBS dal 24 agosto al 10 novembre 2016.

## Trama
La meteorologa Pyo Na-ri e il telegiornalista Lee Hwa-shin sono colleghi di lunga data alla stazione televisiva SBC. Na-ri aveva una cotta per lui fino a tre anni prima, ma poi incontrò Go Jung-won, erede di un chaebol e amico di Hwa-shin. Intanto le loro colleghe Kye Sung-sook e Bang Ja-young, rivali sia in amore che sul lavoro, conoscono Kim Rak, proprietario di un ristorante e padrone di casa di Na-ri.

## Personaggi
- Pyo Na-ri, interpretata da Gong Hyo-jin
- Lee Hwa-shin, interpretato da Jo Jung-suk
- Go Jung-won, interpretato da Go Kyung-pyo
- Kye Sung-sook, interpretata da Lee Mi-sook
- Bang Ja-young, interpretata da Park Ji-young
- Kim Rak, interpretato da Lee Sung-jae
- Hong Hye-won, interpretata da Seo Ji-hye
- Lee Ppal-gang, interpretata da Moon Ga-young
- Pyo Chi-yeol, interpretato da Kim Jung-hyun
- Oh Dae-goo, interpretato da Ahn Woo-yeon
- Madre di Hwa-shin, interpretata da Park Jung-soo
- Lee Jong-shin, interpretato da Yoon Da-hoon
- Kim Tae-ra, interpretata da Choi Hwa-jung
- Segretario Cha, interpretato da Park Sung-hoon
- Oh Jong-hwan, interpretato da Kwon Hae-hyo
- Choi Dong-ki, interpretato da Jung Sang-hoon
- Uhm Ki-dae, interpretato da Yoo Jae-myung
- Keum Soo-jung, interpretata da Park Hwan-hee
- Park Jin, interpretata da Park Eun-ji
- Hong Ji-min, interpretata da Seo Yoo-ri
- Na Joo-hee, interpretata da Kim Ye-won
- Ri Hong-dan, interpretata da Seo Eun-soo
- Pyo Bum, interpretato da Sul Woo-hyung
- Lee Seung-han, interpretato da Suh Hyun-suk
- Keum Suk-ho, interpretato da Bae Hae-sun
- Infermiera Oh, interpretata da Park Jin-joo

## Ascolti
| Episodio | Data di trasmissione | Dati TNMS           | Dati TNMS                  | Dati AGB            | Dati AGB                   |
| Episodio | Data di trasmissione | A livello nazionale | Area metropolitana di Seul | A livello nazionale | Area metropolitana di Seul |
| -------- | -------------------- | ------------------- | -------------------------- | ------------------- | -------------------------- |
| 1        | 24 agosto 2016       | 6,9%                | 8,8%                       | 7,3%                | 8,1%                       |
| 2        | 25 agosto 2016       | 7,9%                | 9,1%                       | 8,3%                | 9,2%                       |
| 3        | 31 agosto 2016       | 8,0%                | 10,3%                      | 8,7%                | 10,1%                      |
| 4        | 1 settembre 2016     | 8,6%                | 10,0%                      | 9,1%                | 9,9%                       |
| 5        | 7 settembre 2016     | 8,2%                | 10,0%                      | 9,9%                | 11,2%                      |
| 6        | 8 settembre 2016     | 8,2%                | 10,0%                      | 9,2%                | 10,7%                      |
| 7        | 14 settembre 2016    | 7,6%                | 9,1%                       | 8,1%                | 9,1%                       |
| 8        | 15 settembre 2016    | 10,3%               | 11,5%                      | 10,1%               | 11,9%                      |
| 9        | 21 settembre 2016    | 10,1%               | 13,1%                      | 12,3%               | 13,5%                      |
| 10       | 22 settembre 2016    | 10,2%               | 12,9%                      | 13,2%               | 14,8%                      |
| 11       | 28 settembre 2016    | 10,2%               | 11,9%                      | 12,1%               | 13,5%                      |
| 12       | 29 settembre 2016    | 11,4%               | 13,6%                      | 12,3%               | 13,5%                      |
| 13       | 5 ottobre 2016       | 9,5%                | 11,6%                      | 11,9%               | 13,2%                      |
| 14       | 6 ottobre 2016       | 11,8%               | 14,1%                      | 12,6%               | 13,9%                      |
| 15       | 12 ottobre 2016      | 10,2%               | 12,8%                      | 11,2%               | 11,8%                      |
| 16       | 13 ottobre 2016      | 11,2%               | 13,1%                      | 11,7%               | 12,9%                      |
| 17       | 19 ottobre 2016      | 9,8%                | 12,7%                      | 11,3%               | 12,9%                      |
| 18       | 20 ottobre 2016      | 10,4%               | 12,6%                      | 11,8%               | 13,1%                      |
| 19       | 26 ottobre 2016      | 8,8%                | 11,7%                      | 10,2%               | 11,5%                      |
| 20       | 27 ottobre 2016      | 10,0%               | 12,1%                      | 10,2%               | 11,4%                      |
| 21       | 2 novembre 2016      | 9,1%                | 11,3%                      | 9,7%                | 10,7%                      |
| 22       | 3 novembre 2016      | 10,0%               | 12,1%                      | 10,6%               | 11,6%                      |
| 23       | 9 novembre 2016      | 8,0%                | 10,4%                      | 9,4%                | 10,2%                      |
| 24       | 10 novembre 2016     | 9,8%                | 11,7%                      | 11,0%               | 11,8%                      |
| Media    | Media                | 9,4%                | 11,5%                      | 10,5%               | 11,7%                      |

## Colonna sonora
1. Did You Ride UFO? (UFO 타고 왔니 ?) – Heize, Go Young-bae
2. Lovesome – Ra.D
3. Step Step – Suran
4. Would You Come to Me (내게 올래요) – Brother Su
5. Bye, Autumn – SALTNPAPER
6. Melting – April 2nd
7. Yes! Love – Kim Hyun-ah
8. Because Of You (너 때문에) – Kim Tae-woo
9. Mon Tue Wed Thu Fri Sat Sun (월화수목금토일) – J Rabbit
10. Only Going Far Away – Unknown dress
11. With You (연애 좀 할까) – Kwon Jin-ah
12. Don't Explain – My-Q
13. Jealousy Incarnate (질투의 화신) – April 2nd
14. Did You Ride UFO? (Acoustic Ver.) (UFO 타고 왔니?) – Heize
15. I See You – Peanuts Butter
16. Melted (녹아내린다) – April 2nd
17. No! No! No!
18. Pit a Pat (두근 두근)
19. Between Friendship and Love (우정과 사랑 사이)
20. Rock Villa Girls (락빌라 그녀들)
21. Coward and Miserable (찌질하고 처량한)
22. Their Love Law (그들만의 사랑법)
23. Jealous (질투)
24. With Dad With Me (아빠하고 나하고)

## Riconoscimenti
| Anno | Premio               | Categoria                                                | Ricevente                   | Risultato       |
| ---- | -------------------- | -------------------------------------------------------- | --------------------------- | --------------- |
| 2016 | Asia Artist Awards   | Best Artist Award, Actor                                 | Jo Jung-suk                 | Candidato/a     |
| 2016 | SBS Drama Awards     | Grand Prize (Daesang)                                    | Jo Jung-suk                 | Candidato/a     |
| 2016 | SBS Drama Awards     | Top Excellence Award, Actor in a Romantic Comedy Drama   | Jo Jung-suk                 | Vincitore/trice |
| 2016 | SBS Drama Awards     | Top Excellence Award, Actor in a Romantic Comedy Drama   | Go Kyung-pyo                | Candidato/a     |
| 2016 | SBS Drama Awards     | Top Excellence Award, Actress in a Romantic Comedy Drama | Gong Hyo-jin                | Vincitore/trice |
| 2016 | SBS Drama Awards     | Top Excellence Award, Actress in a Romantic Comedy Drama | Lee Mi-sook                 | Candidato/a     |
| 2016 | SBS Drama Awards     | Special Acting Award, Actor in a Romantic Comedy Drama   | Jung Sang-hoon              | Candidato/a     |
| 2016 | SBS Drama Awards     | Special Acting Award, Actress in a Romantic Comedy Drama | Seo Ji-hye                  | Vincitore/trice |
| 2016 | SBS Drama Awards     | Special Acting Award, Actress in a Romantic Comedy Drama | Bae Hae-seon                | Candidato/a     |
| 2016 | SBS Drama Awards     | K-Wave Star Award                                        | Jo Jung-suk                 | Candidato/a     |
| 2016 | SBS Drama Awards     | K-Wave Star Award                                        | Gong Hyo Jin                | Candidato/a     |
| 2016 | SBS Drama Awards     | Best Couple                                              | Jo Jung-suk e Gong Hyo-jin  | Candidato/a     |
| 2016 | SBS Drama Awards     | Best Couple                                              | Lee Mi-sook e Park Ji-young | Candidato/a     |
| 2016 | SBS Drama Awards     | Top 10 Stars Award                                       | Jo Jung-suk                 | Vincitore/trice |
| 2016 | SBS Drama Awards     | New Star Award                                           | Go Kyung-pyo                | Vincitore/trice |
| 2016 | SBS Drama Awards     | Idol Academy Award – Best Kiss                           | Jo Jung-suk e Gong Hyo-jin  | Candidato/a     |
| 2017 | Baeksang Arts Awards | Best Actor                                               | Jo Jung-suk                 | Candidato/a     |